# 古六暦
古六暦（こりくれき）は、中国暦の中で漢代に伝わっていた黄帝暦、顓頊暦、夏暦、殷暦、周暦、魯暦という帝名や国名を冠した6つの古暦の総称。いずれも太陰太陽暦に属する。甲骨文・金文などに見られる実際の殷、周の暦とは異なっており、戦国時代以降、仮託して作られたものである。
19年に7閏月を設ける章法（メトン周期）が取り入れられ、1太陽年を365+1/4（＝365.25）日、1朔望月を29+499/940（≒29.53085）日とする四分暦であった。よって、後漢の四分暦に対して、古六暦を古四分暦とも言う。
顓頊暦は秦から前漢の太初元年（紀元前104年）の改暦にいたるまで使われた。
また戦国各国は多く建寅の月を正月とする夏暦の夏正を採用し、漢の太初暦以降、歴代の暦でもほとんどが夏正を採用したため、夏暦は中国の伝統的な太陰太陽暦を総称する言葉ともなった。